# Crenicichla rosemariae
Crenicichla rosemariae är en fiskart som beskrevs av Kullander, 1997. Crenicichla rosemariae ingår i släktet Crenicichla och familjen Cichlidae. Inga underarter finns listade i Catalogue of Life.